# Jisra'el Dostrovsky
Jisra'el Dostrovsky (hebrejsky: ישראל דוסטרובסקי; 29. listopadu 1918, Oděsa, Hejtmanát – 28. září 2010 Izrael) byl přední izraelský vědec, průkopník izraelského jaderného programu, prezident Weizmannova institutu věd, předseda izraelské Komise pro atomovou energii a nositel řady vědeckých ocenění.

## Biografie
Narodil se v Oděse v  v tehdy samostatném Hejtmanátu a do Palestiny přijel s rodiči jako roční dítě. Základní a střední školu vystudoval v Jeruzalémě a ve třinácti letech vstoupil do Hagany. Později se stal jedním ze zakladatelů kibucu Ma'oz Chajim a odešel do Spojeného království, kde získal bakalářský titul z chemie (1940) a doktorát z fyzikální chemie (1943) na University College London. Na své alma mater po určitou dobu působil jako odborný asistent a přednášel chemii a v roce 1948 se podílel na vzniku Weizmannova institutu věd. Stal se součástí akademické obce institutu a po sedmnáct let stál v čele jeho oddělení výzkumu izotopů. Mimo akademickou kariéru se však podílel na izraelském jaderném programu. V roce 1948 založil a vedl jednotku HEMED GIMMEL spadající pod Izraelské obranné síly, která v Negevské poušti po dva roky prováděla geologický průzkum kvůli těžbě uranu. Mezi lety 1953 až 1957 působil ve funkci výzkumného ředitele izraelské Komise pro atomovou energii a v letech 1959 až 1961 předsedal Národní komisi pro výzkum a vývoj. Následující čtyři roky (1961–1965) prováděl výzkum v americké Brookhaven National Laboratory a v polovině roku 1966 se stal generálním ředitelem izraelské Komise pro atomovou energii (IAEC), a stanul tak v nejvyšší civilní funkci týkající se izraelského jaderného programu. Jako takový se v roce 1968 postavil proti tomu, aby Izrael podepsal Smlouvu o nešíření jaderných zbraní. V této funkci působil až do roku 1971 a paralelně k ní předsedal v letech 1966 až 1981 Komisi pro desalinaci.
Ve své akademické kariéře postupně stoupal a nakonec se v roce 1971 stal viceprezidentem a v roce 1973 prezidentem institutu. Ve funkci působil až do roku 1975, kdy se rovněž stal profesorem. V letech 1973 až 1981 působil ve vědeckém poradním výboru Mezinárodní agentury pro atomovou energii (IAEA) ve Vídni a v letech 1980 až 1990 vedl Centrum pro energetický výzkum při Weizmannově institutu. V roce 1982 se stal členem Izraelské akademie věd.
Za jeho vědeckou činnost mu v roce 1995 byla udělena Izraelská cena v oblasti exaktních věd. Z dalších ocenění mu byla udělena Weizmannova cena a Ramsayeho cena. Mimo to mu též byly uděleny čestné doktoráty na Telavivské univerzitě či Technionu.
Zemřel 28. září 2010 ve věku 92 let a byl pochován v kibucu Ma'oz Chajim, který pomáhal založit.